# Luis Pascual Dri
Luis Pascual Dri, född 17 april 1927 i Federación, Entre Ríos, Argentina, död 30 juni 2025 i Buenos Aires, var en argentinsk kardinal.

## Biografi
Luis Pascual Dri prästvigdes den 29 mars 1952.
Den 30 september 2023 upphöjde påve Franciskus Dri till kardinaldiakon med Sant'Angelo in Pescheria som diaconia.

## Bilder

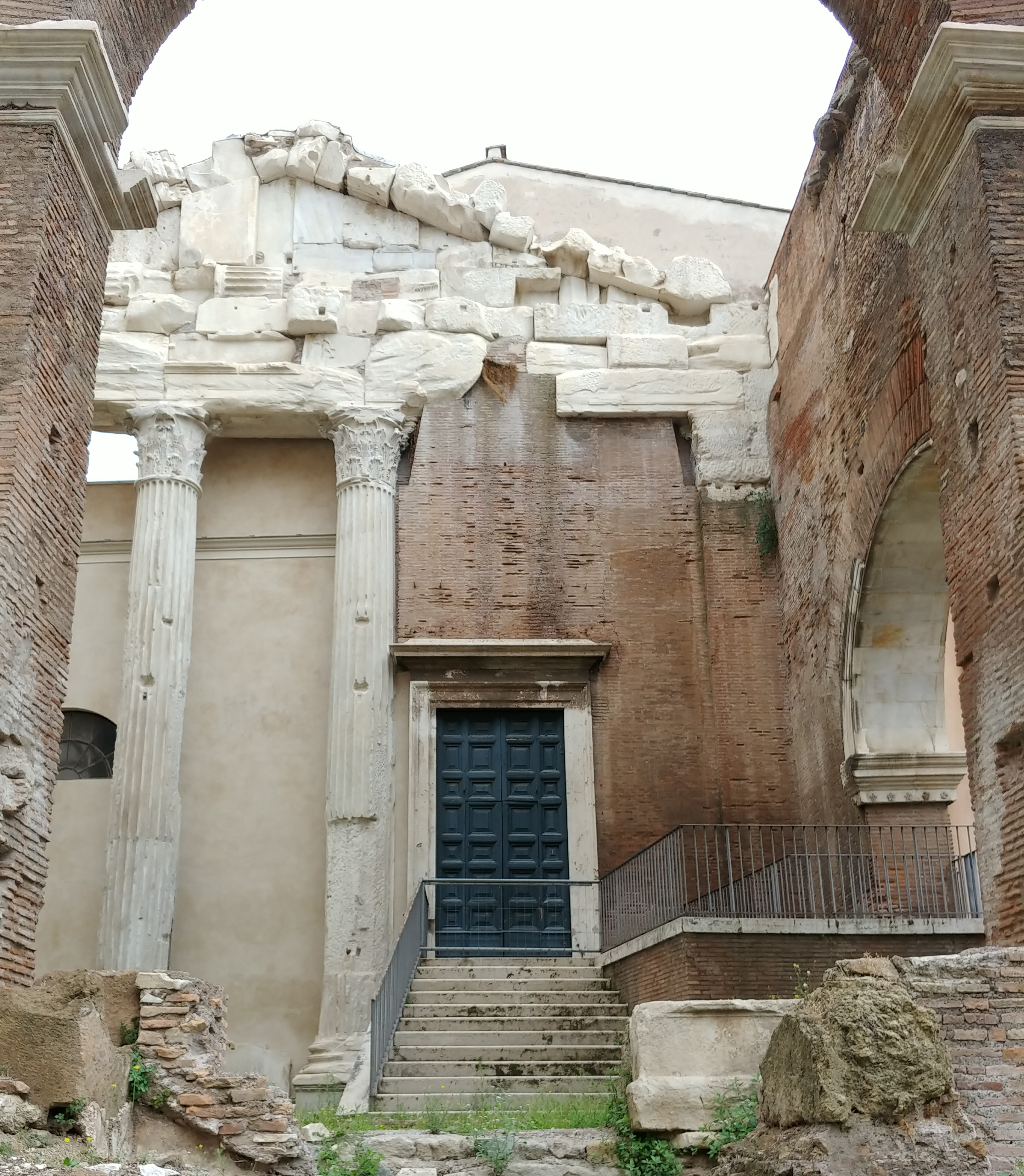
Sant'Angelo in Pescheria – kardinal Dris diaconia.